# Nitidulidae

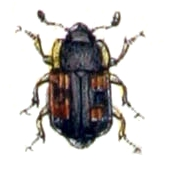
Ipidia binotata

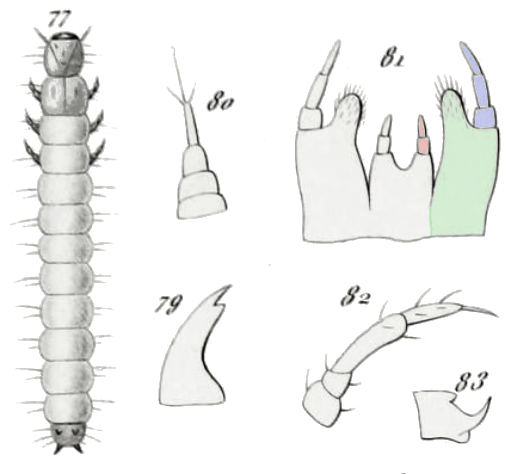
Pityophagus ferrugineus, larva

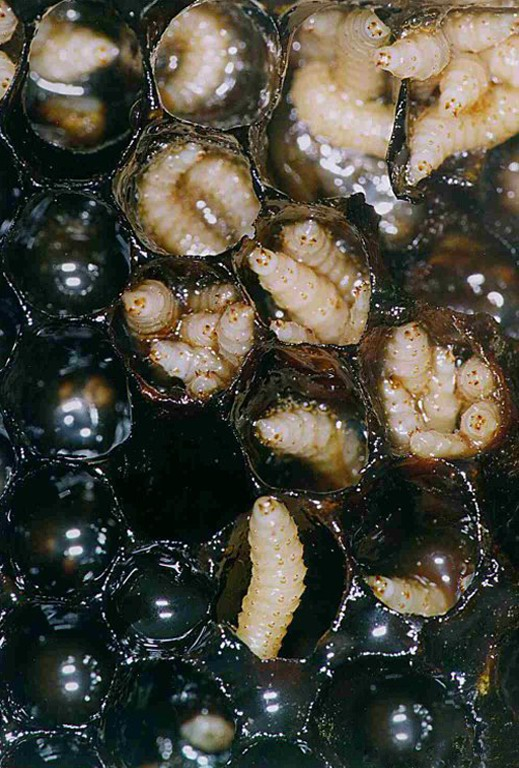
Larvas de Aethina tumida en un panal de abeja doméstica

Los nitidúlidos (Nitidulidae) son una familia de coleópteros de la superfamilia Cucujoidea, de pequeño tamaño y colores oscuros.

## Características
Los nitidúlidos son de pequeño tamaño, entre 2 y 6 mm de longitud, oblongos, ovales o aplanados. Generalmente son de color oscuro; algunos tienen bandas o manchas rojas o amarillas. Las antenas están engrosadas en la punta.

## Historia natural
Se alimentan generalmente de materia vegetal en descomposición, frutas pasadas de maduro, hongos y savia y algunos se consideran plagas. Pero también son polinizadores de algunas plantas de la familia Annonaceae que incluye frutas como la chirimoya, y plantas de la familia Stangeriaceae. Unos pocos son predadores.

## Clasificación
La familia incluye los siguientes géneros:[cita requerida]
- Subfamilia Calonecrinae Kirejtshuk, 1982
- Subfamilia Carpophilinae Erichson, 1842 
  - Carpophilus Stephens, 1830 
  - Epuraea Erichson, 1843
- Subfamilia Cillaeinae Kirejtshuk & Audisio, 1986
  - Cillaeopeplus Sharp, 1908
- Subfamilia Cryptarchinae Thomson, 1859 
  - Cryptarcha Shuckard, 1839 
  - Glischrochilus Reitter, 1873 
  - Pityophagus Shuckard, 1839
- Subfamilia Meligethinae Thomson, 1859 
  - Meligethes Stephens, 1830 
  - Pria Stephens, 1830
- Subfamilia Nitidulinae Latreille, 1802

- - Amphotis Erichson, 1843 
  - Cychramus Kugelann, 1794 
  - Cyllodes Erichson, 1843 
  - Ipidia Erichson, 1843 
  - Nitidula Fabricius, 1775 
  - Omosita Erichson, 1843 
  - Physoronia Reitter, 1884 
  - Pocadius Erichson, 1843 
  - Soronia Erichson, 1843 
  - Thalycra Erichson, 1843
  - Tumida

- incertae sedis

- - Apetinus
  - Conotelus
  - Cyrtostolus
  - Eunitidula
  - Eupetinus
  - Gonioryctus
  - Goniothorax
  - Haptoncus
  - Kateretes
  - Nesapterus
  - Nesopetinus
  - Notopeplus
  - Orthostolus
  - Stelidota
  - Urophorus